# Leucorhynchia gorii
Leucorhynchia gorii is een slakkensoort uit de familie van de Skeneidae. De wetenschappelijke naam van de soort is voor het eerst geldig gepubliceerd in 2012 door Rolán & Rubio.